# Керенсия-ду-Норти
Керенсия-ду-Норти (порт. Querência do Norte) — муниципалитет в Бразилии, входит в штат Парана. Составная часть мезорегиона Северо-запад штата Парана. Входит в экономико-статистический микрорегион Паранаваи. Население составляет 12 217 человек на 2006 год. Занимает площадь 914,764 км². Плотность населения — 13,4 чел./км².
Праздник города — 5 декабря.

## История
Город основан в 1955 году.

## Статистика
- Валовой внутренний продукт на 2003 год составляет 77 942 208,00 реалов (данные: Бразильский институт географии и статистики).
- Валовой внутренний продукт на душу населения на 2003 год составляет 6571,86 реалов (данные: Бразильский институт географии и статистики).
- Индекс развития человеческого потенциала на 2000 год составляет 0,705 (данные: Программа развития ООН).

## География
Климат местности: горный тропический. В соответствии с классификацией Кёппена, климат относится к категории Subtropical.